# 米格爾·安杜哈爾
米格爾·安立奎·安杜哈爾（英語：Miguel Enrique Andújar, 1995年3月2日—），是一位多明尼加籍的大聯盟選手，目前效力於辛辛那提紅人，他第一次升上大聯盟是在2017年，在2018年開季他成為洋基隊的先發三壘手。生涯曾效力於洋基、海盜與運動家等隊。

## 職業生涯

### 小聯盟時期
安杜哈爾在2011年的時候以自由球員身分和洋基隊簽下合約。隔年2012年他加入洋基的新人聯盟灣岸洋基，2014年他升到1A的查爾斯頓河狗，2015年他升到高階1A的坦帕洋基，2016年他升到高階2A的特倫頓轟雷。2016年洋基隊為了保護安杜哈爾被規格五選秀選走，將他加入了40人名單。2017年，安杜哈爾在2A的67場比賽裡面繳出了0.312打擊率、7發全壘打和52分打點的成績，6月的時候因為葛雷伯·托雷斯受傷整季報銷的關係，他升上了3A的史克蘭頓/威爾克斯─巴里鐵道騎士。

### 2017年球季
在3A巴里鐵道騎士短暫的出場7場比賽以後，6月28日因為指定打擊麥特·哈勒戴受傷的關係，洋基隊將安杜哈爾升上大聯盟。在6月28日升上大聯盟對芝加哥白襪比賽當天，安杜哈爾馬上擔任先發的指定打擊，並且有優異的表現；他在4次打擊裡面有3支安打，並且有4分打點跟1次保送，這也是洋基隊史第1位初次上大聯盟就繳出最多打點的選手。隔天洋基又將安杜哈爾送回小聯盟3A，讓他每天專心練習三壘的防守。在3A的58場比賽中，安杜哈爾繳出了0.317打擊率、9發全壘打和30分打點的成績。9月16日，因為大聯盟名單擴充的關係，安杜哈爾再度回到了大聯盟。

### 2018年球季
2018年安杜哈爾的開季是在小聯盟3A，不過很快因為比利·麥金尼受傷的關係，在4月1日他就升上了大聯盟。4月17日，對邁阿密馬林魚的比賽中，安杜哈爾擊出了他在大聯盟的第1支全壘打。4月23日對明尼蘇達雙城的比賽中，安杜哈爾又擊出全壘打，使他成為喬·迪馬喬和米奇·曼托之後，24歲以前連續7場比賽都出現長打（二壘安打以上）的選手。5月4日對克里夫蘭印第安人的比賽裡，安杜哈爾擊出大聯盟生涯第1支再見安打，幫助球隊以7：6獲得勝利。6月5日對多倫多藍鳥的比賽裡，安杜哈爾從吳昇桓手中投出的第1球，擊出大聯盟的第1支滿貫全壘打，幫助球隊逆轉比數，最後以7:2獲得勝利。

### 2019年球季
4月1日，安杜哈爾因為右肩緊繃而進入10天傷兵名單。而他被確診為盂唇撕裂傷，不過安杜哈爾選擇休息而不是直接動手術。5月4日，洋基讓安杜哈爾重返大聯盟。不過他34個打數僅擊出3支安打。5月13日，安杜哈爾再度進入傷兵名單。洋基隊也在5月15日選擇不再讓他上場，而安杜哈爾在5月20日開始動手術，球季也提前報銷。

## 職棒生涯成績
| 年度 | 球隊 | 場次 | 打席 | 打數 | 得分 | 安打 | 二壘打 | 三壘打 | 全壘打 | 打點 | 盜壘 | 四壞 | 三振 | 打擊率 | 上壘率 | 長打率 |
| 2017 | NYY  | 5    | 8    | 7    | 0    | 4    | 2      | 0      | 0      | 4    | 1    | 1    | 0    | 0.571  | 0.625  | 0.857  |
| 2018 | NYY  | 149  | 606  | 573  | 83   | 170  | 47     | 2      | 27     | 92   | 2    | 25   | 97   | 0.297  | 0.328  | 0.527  |
| 2019 | NYY  | 12   | 49   | 47   | 1    | 6    | 0      | 0      | 0      | 1    | 0    | 1    | 11   | 0.128  | 0.143  | 0.128  |
| 3年  | 3年  | 166  | 663  | 627  | 84   | 180  | 49     | 2      | 27     | 97   | 3    | 27   | 108  | 0.287  | 0.318  | 0.501  |

## 外部連結
- 球員資訊和成績在MLB ，ESPN ，Retrosheet ，Baseball Reference ，Baseball Reference (Minors) ，Fangraphs ，The Baseball Cube （英文）
- Miguel Andujar的X（前Twitter）
- Miguel Andujar的Instagram帳戶
- Miguel Andujar的Facebook專頁